# Pallavolo Piacenza 2014-2015
Questa voce raccoglie le informazioni riguardanti la Pallavolo Piacenza nelle competizioni ufficiali della stagione 2014-2015.

## Stagione
La stagione 2014-15 è per la Pallavolo Piacenza, sponsorizzata dalla Copra e dalla Elior, quest'ultima abbandonata a campionato in corso, è la tredicesima consecutiva in Superlega: poco prima della stagione la società aveva mostrato intenzione di non iscriversi al campionato, per poi presentarsi regolarmente ai nastri di partenza di tutte le competizioni. Come allenatore viene scelto Andrea Radici, sostituito a stagione in corso da Marco Camperi, mentre la rosa è quasi del tutto modificata, con le uniche conferme di Davide Marra, Samuele Papi, Luca Tencati, Hristo Zlatanov e Kévin Le Roux, quest'ultimo ceduto a stagione in corso insieme ai nuovi acquisti Valerio Vermiglio e Robart Page; tra i nuovi arrivi quelli di Aimone Alletti, Emanuel Kohút, Raydel Poey, Aleksej Ostapenko e Jacopo Massari, mentre tra le cessioni si segnalano quelle di Luca Vettori, Luciano De Cecco, Alessandro Fei, Roberlandy Simón e Denys Kaliberda.
La stagione si apre con la partecipazione alla Supercoppa italiana a cui la Pallavolo Piacenza è qualificata grazie alla vittoria della Coppa Italia 2013-14: nella finale incontro i campioni d'Italia dell'Associazione Sportiva Volley Lube che fanno loro la gara grazie alla vittoria per 3-2.
Il campionato inizia con la sconfitta ad opera del Gruppo Sportivo Porto Robur Costa, a cui però fanno seguito tre vittorie consecutive: dopo tre stop di fila segue un periodo di alternanza di risultati che portano il club di Piacenza a chiudere il girone di andata all'ottavo posto in classifica, qualificandosi per la Coppa Italia. Il girone di ritorno regala meno soddisfazioni agli emiliani: riescono a vincere infatti solo due partite, ossia quella alla ventiduesima giornata contro la Top Volley e quella alla venticinquesima giornata contro il Powervolley Milano, finendo la regular season al nono posto in classifica, poco fuori dalla zona dei play-off scudetto.
L'ottavo posto al termine del girone di andata della Superlega 2014-15 consente alla Pallavolo Piacenza di partecipare alla Coppa Italia: tuttavia viene già eliminata nei quarti di finale a seguito del 3-2 inflitto dalla Trentino Volley.
Il secondo posto al termine della regular season e l'uscita nelle semifinali dei play-off scudetto della Serie A1 2013-14 permette l'accesso al club di Piacenza alla Champions League: nella fase a gironi, nonostante le due sconfitte iniziali, riesce a vincere le quattro gare seguenti, chiudendo al secondo posto il proprio raggruppamento e avanzando alla fase a eliminazione diretta. Viene eliminata nei play-off a dodici a seguito della doppia sconfitta contro il Volejbol'nyj klub Zenit-Kazan'.

## Organigramma societario
Area direttiva
- Presidente: Guido Molinaroli
- Presidente onorario: Lino Volpe
- Vicepresidente: Stefano Gatti
- Direttore generale: Gabriele Cottarelli

Area organizzativa
- Team manager: Alessandra Fantoni
- Direttore sportivo: Boris Bondi
- Segreteria amministrativa: Enrica Cò
- Logistica: Giovanni D'Ancona, Paolo Brocchieri

Area tecnica
- Allenatore: Andrea Radici (fino al 3 marzo 2015), Marco Camperi (dal 4 marzo 2015)
- Allenatore in seconda: Marco Camperi (fino al 3 marzo 2015)
- Scout man: Matteo Carancini
- Risorse umane atleti: Lucia Rancati
- Responsabile settore giovanile: Massimo Savi

Area comunicazione
- Ufficio stampa: Elisa Uccelli, Aldo Binaghi
- Relazioni esterne: Monica Uccelli
- Speaker: Nicola Gobbi

Area marketing
- Responsabile servizio hostess: Stefano Pisoni

Area sanitaria
- Medico: Bernardo Palladini
- Preparatore atletico: Stefano Barbieri
- Fisioterapista: Federico Pelizzari

## Rosa
| N° | Nome              | Ruolo | Data di nascita   | Nazionalità sportiva |
| -- | ----------------- | ----- | ----------------- | -------------------- |
| 1  | Aimone Alletti    | C     | 28 giugno 1988    | Italia               |
| 2  | Robart Page       | S/O   | 10 settembre 1992 | Stati Uniti          |
| 3  | Davide Marra      | L     | 12 marzo 1984     | Italia               |
| 4  | Kévin Le Roux     | C/O   | 11 maggio 1989    | Francia              |
| 4  | Raydel Poey       | S     | 20 febbraio 1982  | Cuba                 |
| 5  | Valerio Vermiglio | P     | 1º marzo 1976     | Italia               |
| 6  | Samuele Papi      | S     | 20 maggio 1973    | Italia               |
| 7  | Thijs ter Horst   | S     | 18 settembre 1991 | Paesi Bassi          |
| 8  | Mário Pedreira    | L     | 3 maggio 1982     | Brasile              |
| 9  | Jacopo Massari    | S     | 2 giugno 1988     | Italia               |
| 11 | Hristo Zlatanov   | S     | 21 aprile 1976    | Italia               |
| 12 | Aleksej Ostapenko | C     | 26 maggio 1986    | Russia               |
| 13 | Luca Tencati      | C     | 16 marzo 1979     | Italia               |
| 14 | Emanuel Kohút     | C     | 21 luglio 1982    | Slovacchia           |
| 15 | Miguel Tavares    | P     | 2 marzo 1993      | Portogallo           |
| 17 | Marco Meoni       | P     | 25 maggio 1973    | Italia               |

## Mercato
| Acquisti | Acquisti          | Acquisti          | Acquisti   |
| R.       | Nome              | da                | Modalità   |
| -------- | ----------------- | ----------------- | ---------- |
| C        | Aimone Alletti    | Piemonte          | definitivo |
| C        | Emanuel Kohút     | Piemonte          | definitivo |
| S        | Jacopo Massari    | Città di Castello | definitivo |
| P        | Marco Meoni       | inattivo          | definitivo |
| C        | Aleksej Ostapenko | Gubernija         | definitivo |
| S/O      | Robart Page       | UC Los Angeles    | definitivo |
| L        | Mário Pedreira    | RJ                | definitivo |
| S        | Raydel Poey       | İnegöl            | definitivo |
| P        | Miguel Tavares    | Benfica           | definitivo |
| S        | Thijs ter Horst   | BluVolley Verona  | definitivo |
| P        | Valerio Vermiglio | Fakel             | definitivo |

| Cessioni | Cessioni            | Cessioni             | Cessioni   |
| R.       | Nome                | a                    | Modalità   |
| -------- | ------------------- | -------------------- | ---------- |
| P        | Luciano De Cecco    | Sir Safety Perugia   | definitivo |
| C/O      | Alessandro Fei      | Lube                 | definitivo |
| S        | Gazmend Husaj       | Maliye Milli Piyango | definitivo |
| S        | Denys Kaliberda     | Jastrzębski Węgiel   | definitivo |
| C/O      | Kévin Le Roux       | Hyundai Skywalkers   | definitivo |
| S        | Robart Page         | -                    | ritirato   |
| P        | Pier Paolo Partenio | Potentino            | definitivo |
| C        | Roberlandy Simón    | OK Rush & Cash       | definitivo |
| L        | Lorenzo Smerilli    | -                    | ritirato   |
| P        | Valerio Vermiglio   | Urmia                | definitivo |
| S/O      | Luca Vettori        | Modena               | definitivo |

## Risultati

### Superlega

#### Girone di andata
| 1ª giornata - 19 ottobre 2014 PalaBanca, Piacenza                  | Piacenza          | 1 - 3 | Porto Robur Costa  | 23-25, 25-20, 22-25, 17-25        |
| 2ª giornata - 26 ottobre 2014 Palazzetto dello Sport, Monza        | Milano            | 1 - 3 | Piacenza           | 22-25, 25-22, 21-25, 21-25        |
| 3ª giornata - 29 ottobre 2014 PalaBanca, Piacenza                  | Piacenza          | 3 - 0 | BluVolley Verona   | 25-22, 25-13, 25-22               |
| 4ª giornata - 1º novembre 2014 Palazzetto dello Sport, Sansepolcro | Città di Castello | 0 - 3 | Piacenza           | 23-25, 14-25, 19-25               |
| 5ª giornata - 9 novembre 2014 PalaFontescodella, Macerata          | Lube              | 3 - 0 | Piacenza           | 25-22, 25-20, 25-21               |
| 6ª giornata - 15 novembre 2014 PalaBanca, Piacenza                 | Piacenza          | 0 - 3 | Modena             | 21-25, 20-25, 22-25               |
| 8ª giornata - 29 novembre 2014 PalaBanca, Piacenza                 | Piacenza          | 0 - 3 | Sir Safety Perugia | 23-25, 25-27, 20-25               |
| 9ª giornata - 7 dicembre 2014 PalaBianchini, Latina                | Top Volley Latina | 2 - 3 | Piacenza           | 25-20, 15-25, 25-23, 21-25, 11-15 |
| 10ª giornata - 14 dicembre 2014 PalaBanca, Piacenza                | Piacenza          | 3 - 0 | Molfetta           | 25-12, 25-18, 25-21               |
| 11ª giornata - 21 dicembre 2014 PalaFabris, Padova                 | Padova            | 3 - 2 | Piacenza           | 25-21, 25-23, 22-25, 17-25, 16-14 |
| 12ª giornata - 26 dicembre 2014 PalaBanca, Piacenza                | Piacenza          | 3 - 1 | Powervolley Milano | 23-25, 26-24, 25-22, 25-21        |
| 13ª giornata - 28 dicembre 2014 PalaTrento, Trento                 | Trentino          | 3 - 0 | Piacenza           | 25-17, 25-17, 27-25               |

#### Girone di ritorno
| 14ª giornata - 3 gennaio 2015 PalaGalassi, Forlì         | Porto Robur Costa  | 3 - 0 | Piacenza          | 25-22, 25-19, 25-21               |
| 15ª giornata - 17 gennaio 2015 PalaBanca, Piacenza       | Piacenza           | 1 - 3 | Milano            | 32-30, 23-25, 24-26, 23-25        |
| 16ª giornata - 24 gennaio 2015 PalaOlimpia, Verona       | BluVolley Verona   | 3 - 1 | Piacenza          | 25-21, 25-27, 25-19, 25-22        |
| 17ª giornata - 1º febbraio 2015 PalaBanca, Piacenza      | Piacenza           | 2 - 3 | Città di Castello | 25-22, 19-25, 25-21, 25-27, 13-15 |
| 18ª giornata - 8 febbraio 2015 PalaBanca, Piacenza       | Piacenza           | 0 - 3 | Lube              | 20-25, 17-25, 22-25               |
| 19ª giornata - 15 febbraio 2015 PalaPanini, Modena       | Modena             | 3 - 1 | Piacenza          | 25-15, 22-25, 25-18, 25-21        |
| 21ª giornata - 28 febbraio 2015 PalaEvangelisti, Perugia | Sir Safety Perugia | 3 - 0 | Piacenza          | 25-19, 25-20, 25-20               |
| 22ª giornata - 8 marzo 2015 PalaBanca, Piacenza          | Piacenza           | 3 - 2 | Top Volley Latina | 19-25, 25-23, 25-20, 17-25, 15-10 |
| 23ª giornata - 14 marzo 2015 PalaPoli, Molfetta          | Molfetta           | 3 - 2 | Piacenza          | 23-25, 25-19, 21-25, 25-18, 15-13 |
| 24ª giornata - 22 marzo 2015 PalaBanca, Piacenza         | Piacenza           | 1 - 3 | Padova            | 19-25, 18-25, 25-15, 29-31        |
| 25ª giornata - 29 marzo 2015 PalaDesio, Desio            | Powervolley Milano | 0 - 3 | Piacenza          | 13-25, 28-30, 17-25               |
| 26ª giornata - 4 aprile 2015 PalaBanca, Piacenza         | Piacenza           | 0 - 3 | Trentino          | 14-25, 31-33, 16-25               |

### Coppa Italia

#### Fase a eliminazione diretta
| Quarti di finale - 6 gennaio 2015 PalaTrento, Trento | Trentino | 3 - 2 | Piacenza | 24-26, 19-25, 37-35, 25-21, 16-14 |

### Supercoppa italiana

#### Fase a eliminazione diretta
| Finale - 14 ottobre 2014 PalaPentassuglia, Brindisi | Lube | 3 - 2 | Piacenza | 25-15, 26-24, 20-25, 18-25, 15-12 |

### Champions League

#### Fase a gironi
| 1ª giornata - 5 novembre 2014 PalaBanca, Piacenza             | Piacenza       | 2 - 3 | Tomis Costanza | 25-16, 22-25, 25-27, 25-22, 12-15 |
| 2ª giornata - 20 novembre 2014 Schiervelde, Roeselare         | Roeselare      | 3 - 2 | Piacenza       | 25-22, 22-25, 23-25, 26-24, 15-12 |
| 3ª giornata - 3 dicembre 2014 PalaBanca, Piacenza             | Piacenza       | 3 - 1 | Lugano         | 25-21, 25-17, 21-25, 25-16        |
| 4ª giornata - 17 dicembre 2014 Resega, Lugano                 | Lugano         | 2 - 3 | Piacenza       | 18-25, 25-22, 25-22, 33-35, 13-15 |
| 5ª giornata - 20 gennaio 2015 PalaBanca, Piacenza             | Piacenza       | 3 - 1 | Roeselare      | 21-25, 25-18, 25-18, 25-20        |
| 6ª giornata - 27 gennaio 2015 Sports Hall Constanţa, Costanza | Tomis Costanza | 2 - 3 | Piacenza       | 18-25, 25-21, 23-25, 28-26, 16-18 |

#### Fase a eliminazione diretta
| Play-off a 12 (andata) - 12 febbraio 2015 PalaBanca, Piacenza                      | Piacenza    | 0 - 3 | Zenit-Kazan | 22-25, 22-25, 19-25               |
| Play-off a 12 (ritorno) - 19 febbraio 2015 Centr volejbola Sankt-Peterburg, Kazan' | Zenit-Kazan | 3 - 2 | Piacenza    | 25-13, 24-26, 25-14, 30-32, 15-10 |

## Statistiche

### Statistiche di squadra
| Competizione        | Punti | In casa | In casa | In casa | In trasferta | In trasferta | In trasferta | Totale | Totale | Totale |
| Competizione        | Punti | G       | V       | P       | G            | V            | P            | G      | V      | P      |
| ------------------- | ----- | ------- | ------- | ------- | ------------ | ------------ | ------------ | ------ | ------ | ------ |
| Superlega           | 25    | 12      | 4       | 8       | 12           | 4            | 8            | 24     | 8      | 16     |
| Coppa Italia        | -     | -       | -       | -       | 1            | 0            | 1            | 1      | 0      | 1      |
| Supercoppa italiana | -     | -       | -       | -       | -            | -            | -            | 1      | 0      | 1      |
| Champions League    | 12    | 4       | 2       | 2       | 4            | 2            | 2            | 8      | 4      | 4      |
| Totale              | -     | 16      | 6       | 10      | 17           | 6            | 11           | 34     | 12     | 22     |

G = partite giocate; V = partite vinte; P = partite perse

### Statistiche dei giocatori
| Giocatore    | Superlega | Superlega | Superlega | Superlega | Superlega | Coppa Italia | Coppa Italia | Coppa Italia | Coppa Italia | Coppa Italia | Supercoppa italiana | Supercoppa italiana | Supercoppa italiana | Supercoppa italiana | Supercoppa italiana | Champions League | Champions League | Champions League | Champions League | Champions League | Totale | Totale | Totale | Totale | Totale |
| Giocatore    | P         | PT        | AV        | MV        | BV        | P            | PT           | AV           | MV           | BV           | P                   | PT                  | AV                  | MV                  | BV                  | P                | PT               | AV               | MV               | BV               | P      | PT     | AV     | MV     | BV     |
| ------------ | --------- | --------- | --------- | --------- | --------- | ------------ | ------------ | ------------ | ------------ | ------------ | ------------------- | ------------------- | ------------------- | ------------------- | ------------------- | ---------------- | ---------------- | ---------------- | ---------------- | ---------------- | ------ | ------ | ------ | ------ | ------ |
| A. Alletti   | 22        | 163       | 118       | 28        | 17        | 1            | 11           | 9            | 1            | 1            | 1                   | 7                   | 4                   | 2                   | 1                   | 7                | 59               | 35               | 15               | 9                | 31     | 240    | 166    | 46     | 28     |
| E. Kohút     | 19        | 118       | 85        | 19        | 14        | 1            | 2            | 2            | 0            | 0            | 1                   | 1                   | 1                   | 0                   | 0                   | 7                | 51               | 36               | 8                | 7                | 28     | 172    | 124    | 27     | 21     |
| K. Le Roux   | 6         | 88        | 71        | 13        | 4         | -            | -            | -            | -            | -            | 1                   | 23                  | 23                  | 0                   | 0                   | 2                | 49               | 41               | 5                | 3                | 9      | 160    | 135    | 18     | 7      |
| D. Marra     | 20        | -         | -         | -         | -         | 1            | -            | -            | -            | -            | -                   | -                   | -                   | -                   | -                   | 5                | -                | -                | -                | -                | 26     | -      | -      | -      | -      |
| J. Massari   | 24        | 105       | 87        | 11        | 7         | 1            | 2            | 0            | 1            | 1            | 1                   | 8                   | 6                   | 0                   | 2                   | 8                | 52               | 42               | 4                | 6                | 34     | 167    | 135    | 16     | 16     |
| M. Meoni     | 0         | 0         | 0         | 0         | 0         | -            | -            | -            | -            | -            | -                   | -                   | -                   | -                   | -                   | 0                | 0                | 0                | 0                | 0                | 0      | 0      | 0      | 0      | 0      |
| A. Ostapenko | 24        | 127       | 78        | 24        | 25        | 1            | 12           | 11           | 0            | 1            | 1                   | 5                   | 2                   | 1                   | 2                   | 7                | 45               | 33               | 3                | 9                | 33     | 189    | 124    | 28     | 37     |
| R. Page      | 1         | 6         | 5         | 1         | 0         | 0            | 0            | 0            | 0            | 0            | -                   | -                   | -                   | -                   | -                   | 1                | 0                | 0                | 0                | 0                | 2      | 6      | 5      | 1      | 0      |
| S. Papi      | 22        | 93        | 78        | 12        | 3         | 1            | 10           | 10           | 0            | 0            | 1                   | 3                   | 2                   | 1                   | 0                   | 7                | 36               | 29               | 7                | 0                | 31     | 142    | 119    | 20     | 3      |
| M. Pedreira  | 23        | -         | -         | -         | -         | 1            | -            | -            | -            | -            | 1                   | -                   | -                   | -                   | -                   | 8                | -                | -                | -                | -                | 33     | -      | -      | -      | -      |
| R. Poey      | 17        | 266       | 225       | 27        | 14        | 1            | 25           | 22           | 1            | 2            | -                   | -                   | -                   | -                   | -                   | 5                | 87               | 69               | 3                | 15               | 23     | 378    | 316    | 31     | 31     |
| M. Tavares   | 17        | 30        | 18        | 4         | 8         | 1            | 3            | 0            | 2            | 1            | 1                   | 0                   | 0                   | 0                   | 0                   | 5                | 11               | 6                | 5                | 0                | 24     | 44     | 24     | 11     | 9      |
| L. Tencati   | 23        | 35        | 21        | 14        | 0         | 1            | 1            | 0            | 1            | 0            | 1                   | 0                   | 0                   | 0                   | 0                   | 6                | 7                | 2                | 3                | 2                | 31     | 43     | 23     | 18     | 2      |
| T. ter Horst | 14        | 41        | 35        | 3         | 3         | 1            | 0            | 0            | 0            | 0            | 1                   | 0                   | 0                   | 0                   | 0                   | 7                | 47               | 39               | 3                | 5                | 23     | 88     | 74     | 6      | 8      |
| V. Vermiglio | 12        | 26        | 9         | 9         | 8         | -            | -            | -            | -            | -            | 1                   | 1                   | 1                   | 0                   | 0                   | 4                | 13               | 6                | 6                | 1                | 23     | 40     | 16     | 15     | 9      |
| H. Zlatanov  | 24        | 329       | 286       | 19        | 24        | 1            | 30           | 28           | 0            | 2            | 1                   | 16                  | 14                  | 1                   | 1                   | 8                | 106              | 91               | 9                | 6                | 34     | 481    | 419    | 29     | 33     |

P = presenze; PT = punti totali; AV = attacchi vincenti; MV = muri vincenti; BV = battute vincenti